# Kléber Dadjo
Pour les articles homonymes, voir Dadjo.
Kléber Dadjo, né le 12 août 1914 à Siou et mort le 23 septembre 1988, est un homme politique et ancien président du Togo du 14 janvier au 14 avril 1967.
Colonel, il est présenté comme le chef de la junte militaire qui prend le pouvoir le 13 janvier 1967 à Lomé. Il est déposé lui-même par le soldat Étienne Eyadema.

## Décorations
- Médaille de la Résistance française avec rosette (décret du 24 avril 1946)
- 1967 :  Officier de l'ordre du Mono[1]